# Olaf Rohde

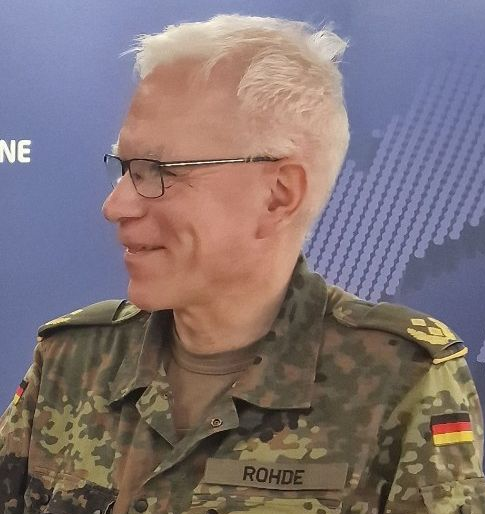
Olaf Rohde, 2024

Olaf Rohde (* 26. April 1966 in Braunschweig) ist ein Generalmajor des Heeres der Bundeswehr und seit 30. September 2024 Kommandeur der Ausbildungskommandos des Heeres in Leipzig.

## Militärische Laufbahn

### Ausbildung und erste Verwendungen
Rohde absolvierte nach dem Abitur zunächst eine Ausbildung zum Sparkassenkaufmann. Im April 1988 trat er beim Panzeraufklärungsbataillon 1 in Braunschweig in die Bundeswehr ein und absolvierte als Offizieranwärter die Offizierausbildung zum Offizier des Truppendienstes der Panzeraufklärungstruppe. Anschließend studierte er von Oktober 1991 bis Dezember 1994 Betriebswirtschaftslehre an der Universität der Bundeswehr Hamburg mit dem Abschluss Diplom-Kaufmann. Danach war er von Januar 1995 bis März 1997 zunächst Zugführer und später S3-Offizier beim Panzeraufklärungsbataillon 11 in Munster. Von April 1997 bis April 2000 führte er als Kompaniechef die 2. Kompanie des Panzeraufklärungslehrbataillon 3 in Lüneburg. Während dieser Zeit absolvierte er zudem von März bis August 1999 einen Auslandseinsatz. Dabei war er als Kompaniechef der 2. Kompanie des Gepanzerten Einsatzverbandes beim deutschen Kontingent der SFOR in Rajlovac in Bosnien und Herzegowina eingesetzt. Es folgte von 2000 bis 2001 eine Verwendung als S2-Offizier und Ausbildungsoffizier im Gefechtsübungszentrum Heer in Letzlingen. Von Oktober 2001 bis September 2003 nahm Rohde am 44. Generalstabslehrgang Heer an der Führungsakademie der Bundeswehr in Hamburg teil, wo er zum Offizier im Generalstabsdienst ausgebildet wurde und 2003 den General-Heusinger-Preis als bester Lehrgangsteilnehmer erhielt.

### Dienst als Stabsoffizier
Seine erste Verwendung als Stabsoffizier führte Rohde in das Einsatzführungskommando der Bundeswehr in Schwielowsee bei Potsdam. Dort wurde er von Oktober 2003 bis September 2004 als G3-Stabsoffizier und Einsatzstabsoffizier Afghanistan in der Abteilung J3 eingesetzt. Es schloss sich von September 2004 bis April 2007 eine Verwendung als Referent im Planungsstab des Bundesministers der Verteidigung in Berlin an. Im Mai 2007 übernahm Rohde als Bataillonskommandeur das Aufklärungslehrbataillon 3 in Lüneburg, welches er bis Mai 2009 führte. Nach Übergabe dieses Kommandos wurde er von Mai 2009 bis Juli 2010 Referent im Büro des Parlamentarischen Staatssekretärs Thomas Kossendey in Berlin eingesetzt. Anschließend führte ihn sein Weg in den Stab der 1. Panzerdivision nach Hannover, wo er im Juli 2010 Abteilungsleiter G5 (Planung) wurde. Während dieser Verwendung nahm Rohde von Juli 2011 bis Januar 2012 an einem weiteren Auslandseinsatz teil, diesmal als Senior Mentor des Operational Mentoring and Liaison Team (OMLT) der 2. Brigade des 209. Korps der Afghanischen Nationalarmee im Rahmen der International Security Assistance Force (ISAF) in Kundus/Afghanistan. Es folgte eine erneute Versetzung zum Einsatzführungskommando der Bundeswehr, wo er von Juni 2012 bis Februar 2013 als Gruppenleiter Grundsatz in der Abteilung J3/5/7 tätig war. Im Anschluss war er von März 2013 bis März 2014 Referatsleiter Pol I 1 (Grundlagen der Sicherheitspolitik und bilaterale Beziehungen der Bundeswehr) in der Abteilung Politik im Bundesministerium der Verteidigung in Berlin. Von April 2014 bis Mai 2015 folgte eine weitere Verwendung als Referatsleiter Strategische Projekte/Zielverfolgung im Leitungsstab des Ministeriums.

### Dienst als General
Von Juni 2015 bis Juni 2017 war Rohde Leiter der Arbeitsgruppe Attraktivität und Sekretär des Steuerungsboards Attraktivität im Bundesministerium der Verteidigung in Berlin. Während dieser Zeit wurde er zum Brigadegeneral ernannt. Am 23. Juni 2017 übernahm er von Brigadegeneral Norbert Wagner den Dienstposten des Kommandeurs des Ausbildungszentrums Munster. Am 22. August 2019 übergab er diesen Dienstposten wiederum an Brigadegeneral Ullrich Spannuth und war im Anschluss für ein Jahr Lehrgangsteilnehmer am Royal College of Defence Studies in London (Vereinigtes Königreich). Am 28. August 2020 übernahm Rohde von Brigadegeneral Martin Hein das Kommando über die Offizierschule des Heeres in Dresden. Dieses übergab Rohde am 29. August 2024 an Brigadegeneral Stephan Willer. Rohde wiederum wurde am 30. September 2024, als Nachfolger von Generalmajor Michael Hochwart, Kommandeur des Ausbildungskommandos des Heeres in Leipzig. Damit einher ging die Beförderung zum Generalmajor.

## Privates
Rohde ist verheiratet und hat zwei Kinder.